# Живорад Циглић
Живорад Циглић (Скобаљ, 4. мај 1931 —  Београд, 17. јул 2019) био је српски вајар.

## Биографија
Вајарство је прво учио у Сплиту, а затим на Академији примењених уметности у Београду. Излагао је на више од 60 самосталних изложби скулптура у земљи и иностранству.
Направио је преко 1500 скулптура у разним материјалима. Аутор је преко 40 јавних скулптура и споменика у земљи и иностранству.
Радови му се налазе у многим местима бивше Југославије, као и галеријама и у приватним зборкама у Мађарској, Пољској, Немачкој, Чешкој, Холандији, Великој Британији, Белгији, Француској, Италији, САД, Канади, Грчкој итд. Радио је у свим вајарским техникама.

## Галерија
- Свети Сава, мермер, Билећа, 2006
- Арбитар, орах
- Споменик Данилу II, Рашка